# 跨墨西哥火山帶

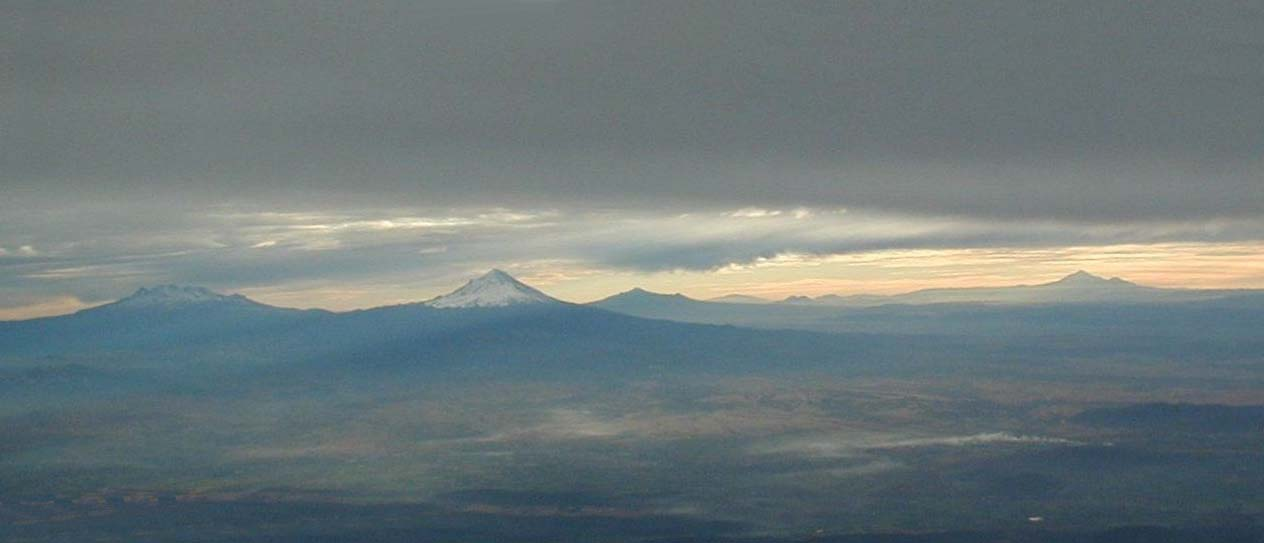
六座墨西哥火山

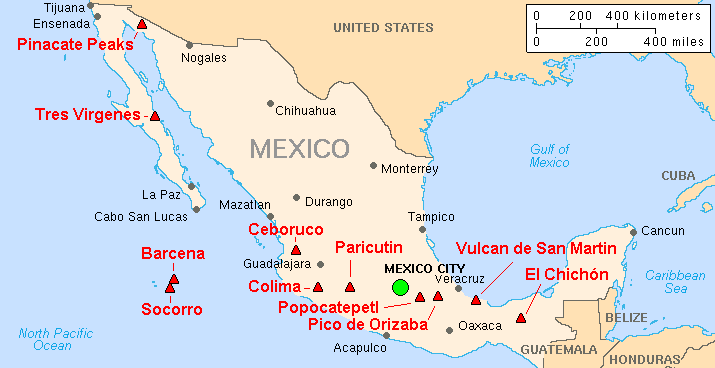
墨西哥主要火山

跨墨西哥火山帶（西班牙文： Eje Neovolcánico、Eje Volcánico Transversal、sierra Volcánica Transversal或者cordillera Neovolcánica，當地人稱Sierra Nevada（雪山嶺）），是一條橫穿墨西哥中南部的火山帶，綿延900公里。許多火山終年積雪，晴朗的天氣從墨西哥谷的城市可以清晰地看到它們。

## 位置
從西部開始，跨墨西哥火山帶由哈利斯科州向東穿過米卻肯州、瓜納華托州、克雷塔羅州、墨西哥州、伊達爾戈州、墨西哥城、莫雷洛斯州、普埃布拉州、特拉斯卡拉和韋拉克魯斯州。
墨西哥高原位於火山帶北部，毗鄰西馬德雷山脈和東馬德雷山脈。哥夫的佩罗特和奧里薩巴山這兩座火山位於普埃布拉州和韋拉克魯斯州，它們是馬德雷山脈和跨墨西哥火山帶的相交點，但這裡和馬德雷山脈系統所屬的地文省截然不同。其南部是巴爾薩斯河。

## 地理
火山帶的最高點是奧里薩巴山，高達5,636（18,491英尺），它同時也是墨西哥的最高點，位於19°01′N 97°16′W / 19.017°N 97.267°W。其他跨墨西哥火山帶著名的火山還有（由西向東）科利馬火山（4,339（14,236英尺））、帕裡庫廷火山（2,774（9,101英尺））、托盧卡火山（4,577（15,016英尺））、波波卡特佩特火山 （5,452（17,887英尺））、伊斯塔西瓦特爾火山（5,286（17,343英尺））、邁拉喬阿圖（4,461（14,636英尺））、哥夫的佩罗特（4,282（14,049英尺））和涅格拉山。
這些火山上有跨墨西哥火山帶松橡樹林，是中美洲松橡樹林的生態區之一。

## 外部連結
- 墨西哥火山和火山岩，美國地質勘探局 （页面存档备份，存于）